# Benson & Hedges Open 1969
Il Benson & Hedges Open 1969  è stato un torneo di tennis giocato sull'erba. È stata la 13ª edizione dell'Auckland Open. Si è giocato all'ASB Tennis Centre di Auckland in Nuova Zelanda, dal 29 gennaio 1969.

## Campioni

### Singolare
Tony Roche ha battuto in finale  Rod Laver con il punteggio di 6–1, 6–4, 4–6, 6–3

### Doppio
Raymond Moore /  Roger Taylor hanno battuto in finale  Malcolm Anderson /  Toomas Leius con il punteggio di 13–15, 6–3, 8–6, 8–6